# Guilherme Alvim Marinato
Guilherme Alvim Marinato (rusky Гилерме Алвим Маринато; * 12. prosince 1985, Cataguases, Brazílie) známý také pouze jako Guilherme je bývalý brazilsko-ruský fotbalový brankář.

## Klubová kariéra
- Paraná Soccer Technical Center (mládež)
- Clube Atlético Paranaense 2002–2007
- FK Lokomotiv Moskva 2007– 2024[1]

## Reprezentační kariéra

### Rusko
V listopadu 2015 obdržel ruský pas a mohl být povolán do ruského národního týmu.
V A-mužstvu Ruska debutoval 26. 3. 2016 v přátelském utkání v Moskvě proti reprezentaci Litvy (výhra 3:0).

#### EURO 2016
Trenér Leonid Sluckij jej zařadil do závěrečné 23členné nominace na EURO 2016 ve Francii, kde Rusko obsadilo se ziskem jediného bodu poslední čtvrté místo. Na turnaji byl náhradním brankářem, jedničkou byl Igor Akinfejev, který odchytal všechny tři zápasy v základní skupině B.